# Odditorium or Warlords of Mars
Albums de The Dandy Warhols
The Black Album
(2004) …Earth to the Dandy Warhols…
(2008)
Odditorium or Warlords of Mars (2005) est le cinquième album studio du groupe de rock américain The Dandy Warhols.
Il a été enregistré dans leur studio The Odditorium à Portland, Oregon.

## Titres
Compositions de Courtney Taylor-Taylor, sauf indication contraire.
| No  | Titre                                                                              | Durée |
| --- | ---------------------------------------------------------------------------------- | ----- |
| 1.  | Colder Than the Coldest Winter Was Cold                                            | 1:02  |
| 2.  | Love Is the New Feel Awful                                                         | 9:36  |
| 3.  | Easy                                                                               | 7:32  |
| 4.  | All the Money Or the Simple Life Honey (Courtney Taylor-Taylor, Miles Zuniga)      | 4:29  |
| 5.  | The New Country (Courtney Taylor-Taylor, Peter Holmstrom)                          | 2:10  |
| 6.  | Holding Me Up                                                                      | 7:15  |
| 7.  | Did You Make a Song with Otis                                                      | 0:55  |
| 8.  | Everyone Is Totally Insane                                                         | 3:41  |
| 9.  | Smoke It (Courtney Taylor-Taylor, Miles Zuniga)                                    | 4:06  |
| 10. | Down Like Disco                                                                    | 4:54  |
| 11. | There Is Only This Time (Courtney Taylor-Taylor, Peter Holmstrom)                  | 4:40  |
| 12. | A Loan Tonight (Courtney Taylor-Taylor, Peter Holmstrom, Zia McCabe, Brent DeBoer) | 11:49 |

## Musiciens
- Courtney Taylor-Taylor – chant, guitare, claviers, percussions
- Peter Loew – guitare, chant
- Zia McCabe – claviers, guitare basse, chant
- Brent DeBoer – batterie, guitare, chant